# Anno Domini High Definition
Anno Domini High Definition è il quarto album in studio del gruppo musicale polacca Riverside, pubblicato il 15 giugno 2009 dalla Mystic Production in Polonia e il 6 luglio 2009 dalla Inside Out Music nel resto dell'Europa.

## Descrizione
Composto da cinque brani, l'album si discosta notevolmente dalle sonorità legate alla trilogia Reality Dream in favore di altre spiccatamente progressive metal, con cinque brani definiti «energici e multiformi» da parte del gruppo e con una tematica incentrata «sulla modernità liquida, la vita in una fretta costante, lo stress e l'ansia per il futuro». La copertina è stata realizzata da Travis Smith, storico collaboratore del gruppo.

## Promozione
Anno Domini High Definition è stato distribuito il 15 giugno inizialmente in Polonia e quattro giorni più tardi anche nel resto del mondo. Oltre all'edizione standard, l'album è uscito anche in edizione speciale con un DVD che contiene il concerto tenuto dai Riverside nel dicembre 2008 presso il teatro Paradiso di Amsterdam.
Da esso non è stato estratto alcun singolo, sebbene l'8 maggio il gruppo abbia reso disponibile una versione ridotta di Egoist Hedonist attraverso il su Myspace.

## Tracce
Testi di Mariusz Duda, musiche dei Riverside.
1. Hyperactive – 5:45
2. Driven to Destruction – 7:06
3. Egoist Hedonist – 8:57
4. Left Out – 10:59
5. Hybrid Times – 11:53

Live in Amsterdam 2008 – DVD bonus nell'edizione speciale
1. Volte-Face
2. I Turned You Down
3. Reality Dream III
4. Beyond the Eyelids
5. Conceiving You
6. Ultimate Trip
7. 02 Panic Room

## Formazione
Gruppo
- Mariusz Duda – voce, basso, chitarra acustica
- Piotr Grudziński – chitarra
- Piotr Kozieradzki – batteria
- Michał Łapaj – tastiera, organo Hammond, theremin

Altri musicisti (traccia 3)
- Rafał Gańko – ottoni
- Karol Gołowacz – ottoni
- Adam Kłosiński – ottoni

Produzione
- Riverside – produzione
- Szymon Chech – produzione, registrazione, missaggio
- Grzegorz Piwkowski – mastering

## Classifiche
| Classifica (2009) | Posizione massima |
| ----------------- | ----------------- |
| Germania          | 94                |
| Paesi Bassi       | 58                |
| Polonia           | 1                 |